# Bánov (Uherské Hradiště-i járás)
Bánov település Csehországban, Uherské Hradiště-i járásban. Bánov Nivnice, Nezdenice, Lopeník, Uherský Brod, Šumice, Březová, Bystřice pod Lopeníkem és Suchá Loz településekkel határos. Lakosainak száma 2202 fő (2024. január 1.).

## Népesség
A település lakosságának változását az alábbi diagram mutatja:
| Lakosok száma | 1098 | 1543 | 1918 | 2391 | 2159 | 2048 | 2078 | 2119 | 2051 | 2202 |
|               | 1869 | 1900 | 1921 | 1961 | 1980 | 2011 | 2016 | 2019 | 2021 | 2024 |